# Randolph Bourne
Randolph Silliman Bourne (30 de mayo de 1886 - 22 de diciembre de 1918) fue un escritor progresista e intelectual, nacido en Bloomfield, Nueva Jersey, y graduado de la Universidad de Columbia. Bourne es conocido por sus ensayos, especialmente "El Estado", el cual quedó sin terminar cuando se lo encontró después de su muerte. Los artículos de Bourne aparecieron en las revistas, The Seven Arts y The New Republic, entre otras revistas de la época.
Bourne murió en la epidemia de gripe española de 1918, poco después del Armisticio de la Primera Guerra Mundial. Bourne sufrió tuberculosis ósea en la columna vertebral a los cuatro años, lo que retrasó su crecimiento y le provocó joroba. Él relató sus experiencias en su ensayo titulado, "Los minusválidos".

## Ideas antiguerra y la nación transnacional
Durante la Primera Guerra Mundial, los progresistas de América, Bourne incluido, se encontraban divididos y enfrentados entre sí. Las dos facciones que surgieron fueron la facción pro-guerra, dirigido por el teórico de la educación John Dewey, y la facción antiguerra, de la cual Bourne y otros progresistas famosos como Jane Addams fueron parte. Bourne era un estudiante de Dewey en Columbia, pero discrepó sobre la idea de Dewey de utilizar la guerra como un instrumento para difundir la democracia. En su convergente-ensayo de 1918 titulado "Crepúsculo de los ídolos", invocó el pragmatismo contemporáneo progresivo del contemporáneo de Dewey, William James, para argumentar que los Estados Unidos que estaban usando la democracia como un fin para justificar la guerra, pero que la propia democracia nunca fue examinada. Si bien había sido un seguidor de Dewey inicialmente, consideró que Dewey había traicionado sus ideales democráticos por centrarse exclusivamente en la fachada de un gobierno democrático y no en las ideas detrás de la democracia que Dewey había profesado respetar.
Bourne fue muy influenciado por el ensayo de 1915 de Horace Kallen, "La democracia contra el crisol", y argumentó, como Kallen, que el americanismo no debería estar asociado con anglosajonismo. En su artículo 1916 "Trans-National America," Bourne argumentó que los EE. UU. deben adaptarse a las culturas inmigrantes en una "América cosmopolita", en lugar de obligar a los inmigrantes a asimilarse a la cultura anglofílica. En este artículo, "Trans-National America", Bourne rechaza la teoría de la fusión o crisol y no ve a los inmigrantes asimilando fácilmente otra cultura. La visión de Bourne sobre la nacionalidad estaba relacionada con la conexión entre una persona a su "país espiritual". Este país se refiere a la cultura espiritual de una persona en vez del lugar en donde ellos vivían. Sostuvo que las personas a menudo tienen lazos más fuertes a la producción literaria y cultural de su país de origen, incluso si viven en otro. También se sentía que ello era cierto para los muchos inmigrantes que vivían en los Estados Unidos. Por lo tanto, Bourne no podía ver a los inmigrantes de todas partes del mundo, asimilando a la tradición anglosajona, que era vista como la tradición estadounidense.
Continúa en este artículo para decir que Estados Unidos ofrece una oportunidad única de libertad y todavía puede ofrecer aislamiento tradicional, que a su juicio podría llevar a una empresa cosmopolita. Estimó que con esta gran mezcla de culturas y personas, los Estados Unidos podría convertirse en una nación transnacional, que tendría interconexión de fibras culturales con otros países. Bourne sentía que América (EE. UU.) crecerá más como un país mediante la ampliación de los puntos de vista de las personas a incluir las modos de ser de los inmigrantes en vez de conformarse con la fusión ideal de todos. Esta ampliación de puntos de vista de la gente conduciría finalmente hacia una nación donde todos los que vivían en ella se unen, lo que inevitablemente empujaría al país hacia la grandeza. Este artículo y la mayoría de las ideas que en él se vieron influidos por la Primera Guerra Mundial, que estaba teniendo lugar durante el período en que el artículo fue escrito.
Sus ideas han influido en la conformación de las ideas postmodernas del cosmopolitismo y el multiculturalismo, y los intelectuales recientes como David Hollinger han escrito ampliamente sobre la ideología de Bourne. John Dos Passos, un influyente escritor modernista americano, elogió a Bourne en el capítulo "Randolph Bourne" de su novela de 1919 y se basó en las ideas presentadas en "La guerra es la salud del Estado" en la novela.

## Randolph Bourne Institute
El Randolph Bourne Institute (RBI) hace honor a su memoria mediante la promoción de una política exterior no-intervencionista para los Estados Unidos como la mejor manera de fomentar un mundo más pacífico y próspero. Son editores del sitio web Antiwar.com.